# Soldadura tova

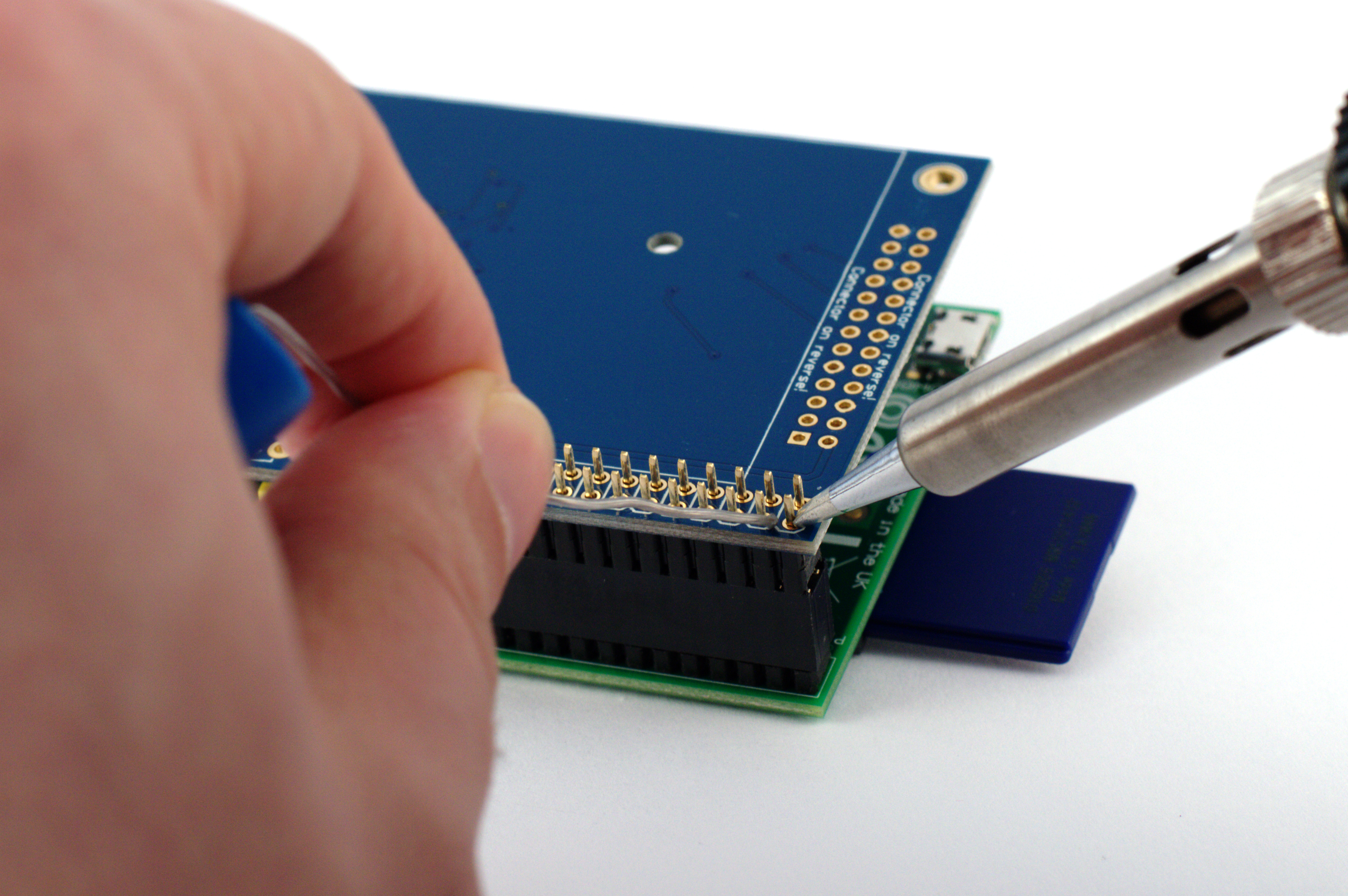
Soldant un connector

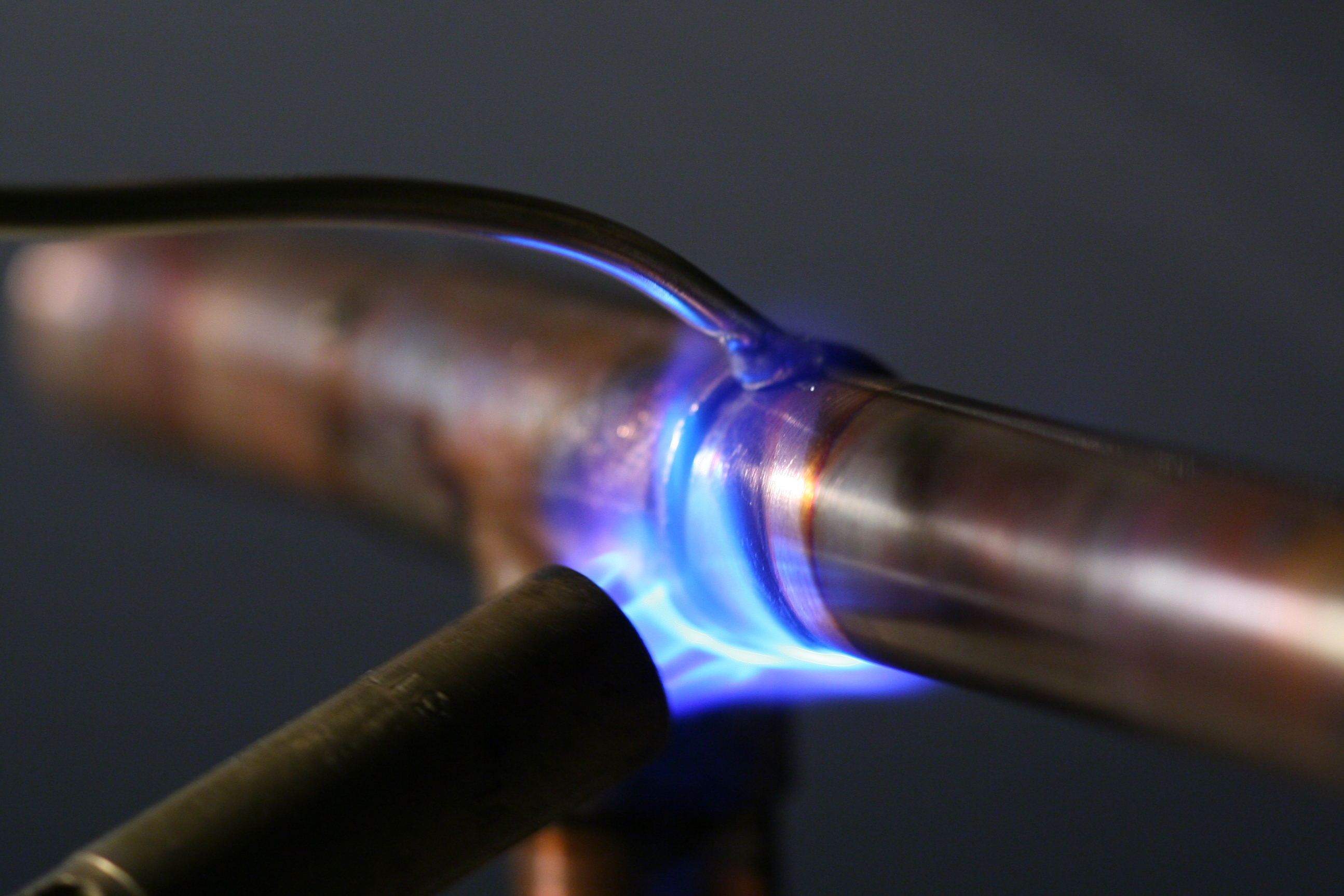
Soldant canonades de coure amb torxa de propà

La soldadura tova o soldadura blanca és un tipus de soldadura que consisteix a unir dos fragments de metall, sovint coure, ferro o llautó, per mitjà d'un metall d'aportació amb un punt de fusió baix (per sota dels 450 °C) i inferior al del punt de fusió dels metalls a soldar, en contrast amb la soldadura forta que empra un material d'aportació amb un punt de fusió més elevat. Normalment es fa servir un aliatge eutèctic compost principalment d'estany i plom.
La soldadura s'utilitza habitualment a la indústria electrònica per a la fabricació i reparació de plaques de circuits impresos (PCB) i altres components electrònics. També s'utilitza en fontaneria i metal·lúrgia, així com en la fabricació de joies i altres articles de decoració.
Hi ha diversos mètodes d'escalfament utilitzats en la soldadura, incloent els soldadors, les torxes i les pistoles d'aire calent, Cada mètode té els seus propis avantatges i desavantatges, i l'elecció del mètode depèn de l'aplicació i dels materials que s'uneixen. La soldadura tova és una habilitat important per a moltes indústries i aficions, i requereix una combinació de coneixements tècnics i experiència pràctica per aconseguir bons resultats.

## Orígens

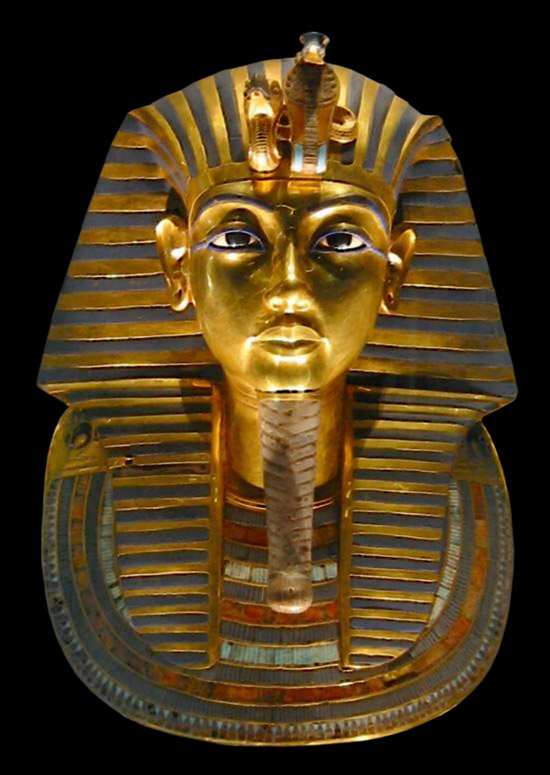
Máscara soldada de Tutankamon

La soldadura és una tècnica molt antiga que s'ha demostrat que es va utilitzar ja fa 5.000 anys a Mesopotàmia. i probablement fins i tot abans. Es creu que tant la soldadura tova com la soldadura forta es van originar molt aviat en la història del treball del metall, probablement abans del 4000 aC. Els metalls coneguts a l'època, l'or, la plata i el coure, eren processats en objectes de culte o de joieria, utilitzant-se la soldadura com a tècnica de connexió. En l'anomenada soldadura per reacció (o soldadura per difusió), les sals de coure es redueixen a l'atmosfera de CO de la brasa de carbó vegetal i els components de coure produeixen un aliatge soldable quan reaccionen químicament amb or o plata. La mescla eutèctica resultant té un punt de fusió més baix que els metalls purs or, plata i coure. En comparació amb les temperatures de fusió de l'or (1063 °C), plata (961 °C) i coure (aprox. 1100 °C) té un aliatge de 66,5 El % d'or/coure (residual) té un punt de fusió de 889°C. La base era per exemple la sal de coure. El carbonat de coure en forma de malaquita en pols, així com barreges d'alum i mescles d'aglutinants de bicarbonat de sodi /bicarbonat de sodi s'utilitzen com a "cola".
Les representacions de les antigues tombes egípcies mostren treballadors d'or bufant amb unes canyes davant d'un foc de carbó vegetal. Més tard es va utilitzar la tècnica ara més familiar d'utilitzar un aliatge existent com a addició de soldadura. Entre alguns exemples d'aquest art de la soldadura hi ha: la màscara d'or egípcia de Tutankamon, el penjoll de gos de Susa, un punyal d'or dels sumeris, trobat a Ur a Caldea, a la vora de l'Eufrates (2600 aC. aC), o un collaret d'or etrusc (segle VI aC). BC). Les espases sumèries prop del 3000 aC es van muntar mitjançant soldadura forta.

## Aplicacions

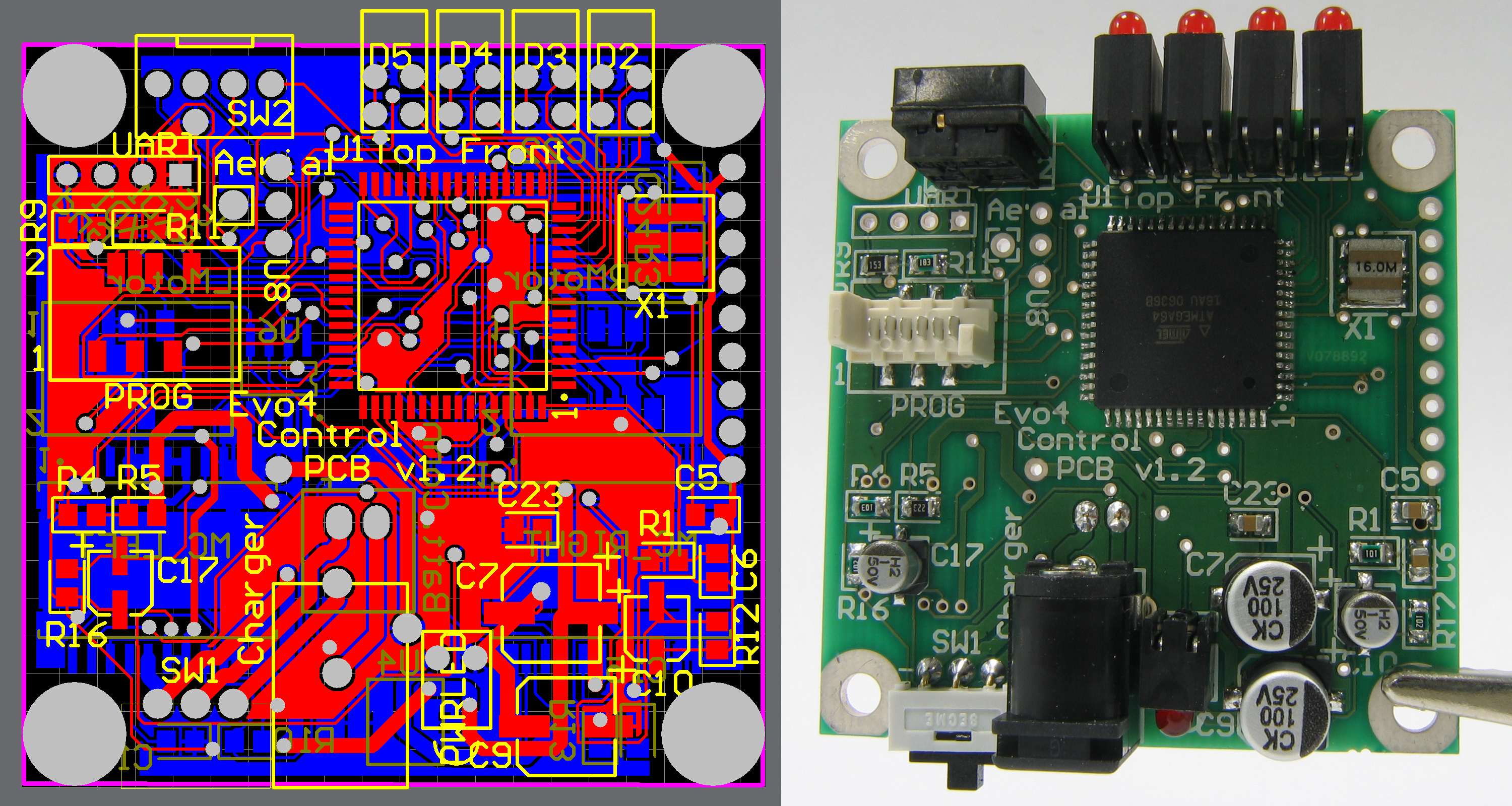
Circuits electrònics soldats amb estany

La soldadura tova té gran quantitat d'aplicacions, des de la fabricació de joguines fins a de motors d'avions i vehicles espacials. En general s'utilitza per a la unió de peces de petita grandària, peces de diferents materials, on seria molt difícil utilitzar un procés de soldadura per fusió. La soldadura tova se sol utilitzar en components electrònics, com a circuits impresos o transistors, peces ornamentals i peces de bescanviadors de calor. La soldadura tova s'utilitzava històricament per fer joies, estris de cuina, muntants de vitralls, així com altres usos.
La soldadura s'utilitza habitualment a la indústria electrònica per a la fabricació i reparació de plaques de circuits impresos (PCB) i altres components electrònics. També s'utilitza en fontaneria i metal·lúrgia, així com en la fabricació de joies i altres articles de decoració.

## Instruments i materials

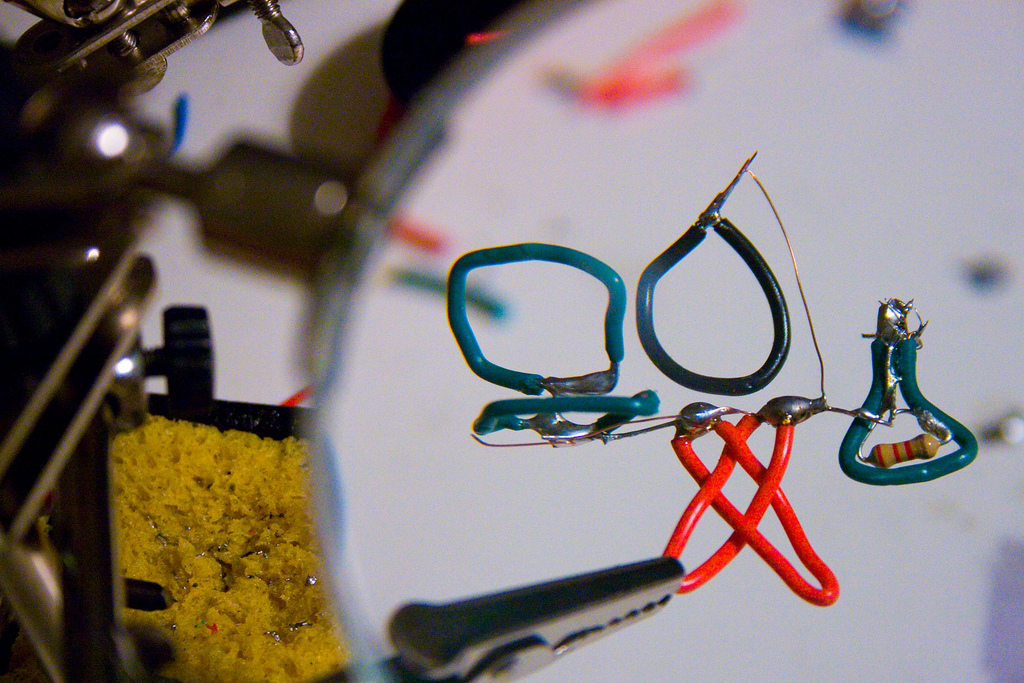
Figureta soldada

- Soldador elèctric és una eina que pot ser del tipus "pistola" (instantani) o bé de "resistència" (tipus "martell" o tipus "llapis") amb una punta similar a un tornavís o punxó, feta a partir d'una barra de coure recoberta amb ferro, níquel i crom que s'escalfa depenent de la seva potència a temperatures per sobre de 230 °C.
- Pasta netejadora: serveix per netejar les 2 peces que es van a unir.
- Rodet de fil de soldar: generalment en proporcions de 60% estany i 40% plom, amb ànima de fil de resina.
- Dessoldador: petit instrument que succiona la soldadura excessiva mentre la mateixa es troba en estat líquid.

## Soldador elèctric

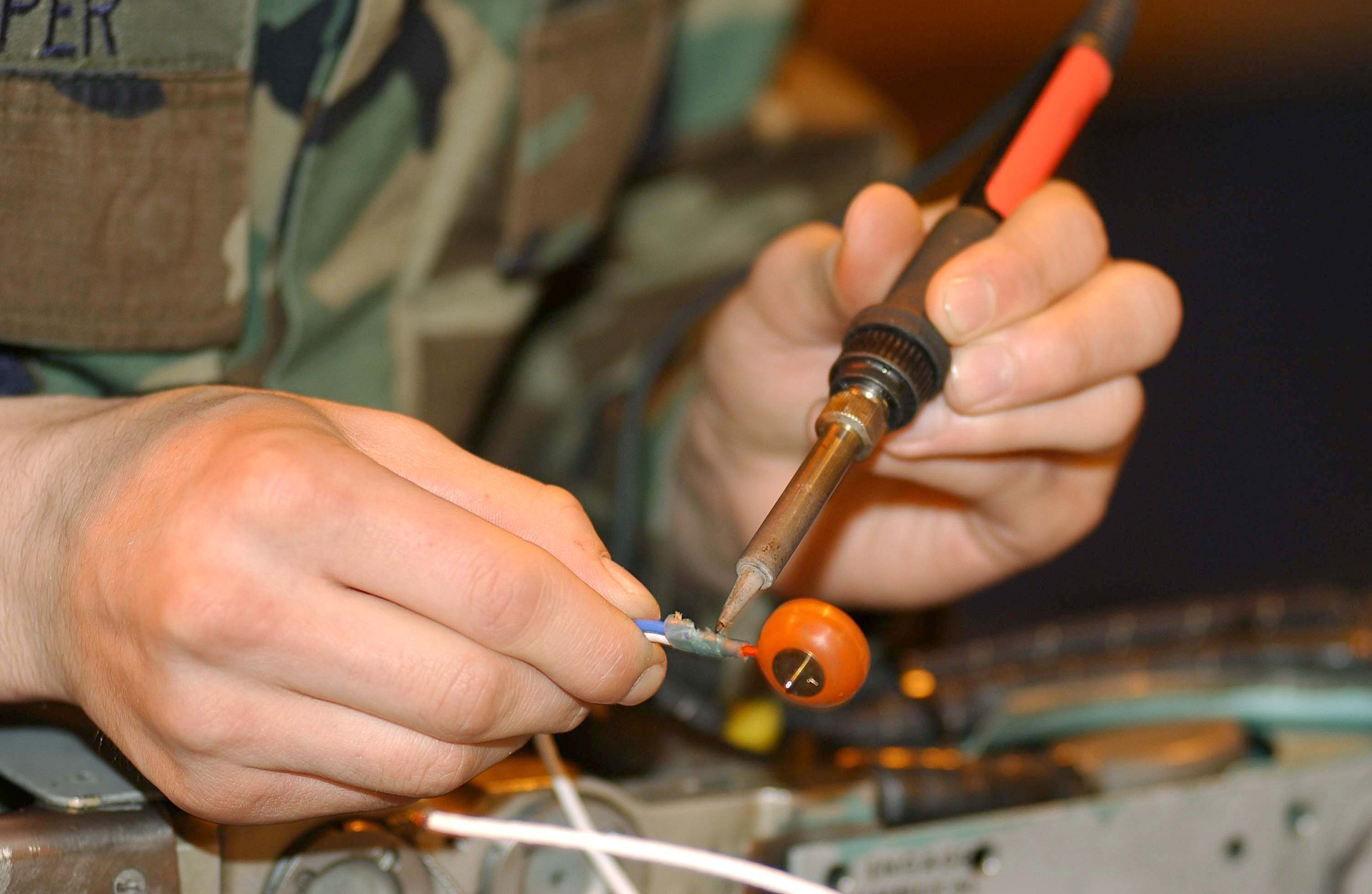
Desoldant un cable d'un terminal.

En el camp de l'electricitat i electrònica es fa servir per unir components entre si o amb cables. L'estany blanc proporciona bona continuïtat elèctrica i és el material d'aportació més usat, encara que en certs components s'utilitzen aliatges amb plata o or. Des de 2006, la normativa Europea RoHS obliga exceptuant algunes indústries específiques com les indústries mèdica o aeroespacial entre d'altres, a utilitzar soldadura sense plom. Aquest canvi complica aquest tipus de soldadura, ja que sol requerir una major temperatura i/o la utilització d'aliatges més cares que contenen un alt contingut d'estany (Sn) així com plata (Ag), coure (Cu) i traces de níquel (Ni). L'aliatge més usat sol ser SAC305 (Sn96.5Ag3Cu0.5, mescla semi-eutèctica) i SAC405 (Sn95.5Ag4Cu0.5, mescla eutèctica).
La unió d'ambdós metalls ha d'oferir la menor resistència possible al pas del corrent elèctric. S'han de complir alguns requisits perquè la unió es porti a terme amb èxit. La qualitat de l'estany haurà de tenir les proporcions adequades: 60% d'estany i 40% de plom. El motiu que es triï aquest aliatge és degut al fet que cap d'aquests dos metalls per separat fon a una temperatura superior als 300 °C, mentre que en l'aliatge que compon l'estany fon a 232 °C.
La neteja també té un paper fonamental a l'hora de soldar. Per realitzar una bona soldadura, tots dos trossos han d'estar nets de greix, òxid, etc.
Hi ha diferents mètodes per netejar les parts a soldar, però el més senzill és utilitzar estany en rodets. Aquest ve presentat en forma de fil enrotllat i té al seu interior un o diversos fils de resina. El paper de la resina és, en fondre's, desoxidar i desengreixar els metalls a soldar.

## Fil de soldar

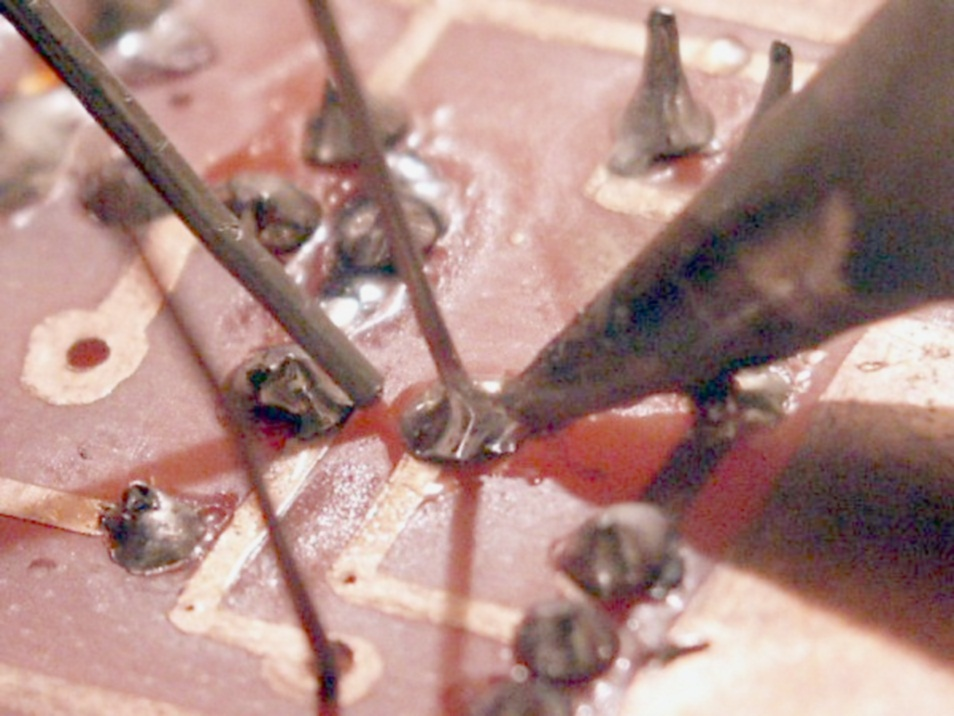
Soldador elèctric en ús

El fil de soldar és un aliatge de plom i estany que s'usa com a material d'unió quan s'usa el soldador elèctric. Segons la composició de l'aliatge, el fil de soldar pot fondre entre els 169 °C i els 240 °C. De fil de soldar, n'hi ha de diferents diàmetres segons la grandària dels materials que s'hagin de soldar. Normalment es presenta enrotllat formant una bobina, però també hi ha barretes per soldar peces de grans dimensions.
El tipus utilitzat en el procés pot variar en composició, amb diferents aliatges utilitzats per a diferents aplicacions. Els aliatges de soldadura habituals inclouen estany-plom, estany-plata i estany-coure, entre d'altres. La soldadura sense plom també s'ha utilitzat més àmpliament en els darrers anys a causa de les preocupacions de salut i medi ambient associades a l'ús de plom.
A part del tipus utilitzat, la temperatura i el mètode d'escalfament també tenen un paper crucial en el procés de soldadura. Els diferents tipus de soldadura requereixen temperatures diferents per fondre's, i el calentament s'ha de controlar acuradament per evitar danyar els materials que s'uneixen o crear juntes febles.
A continuació s'enumeren les formulacions habituals de fil de soldar basades en estany i plom. La fracció representa primer percentatge d'estany, després de plom, amb un tota del 100%:
- 63/37: es fon a 183 °C (361 °F) (eutèctic: l'única mescla que es fon en un punt, en lloc de sobre un interval)
- 60/40: es fon entre 183–190 °C (361–374 °F)
- 50/50: es fon entre 183–215 °C (361–419 °F)

Per raons mediambientals i la introducció de regulacions com la directiva europea RoHS ( Directiva de restricció de substàncies perilloses ), les soldadures sense plom s'utilitzen cada cop més. També es suggereixen a qualsevol lloc on els nens petits puguin entrar en contacte (ja que és probable que els nens petits posin coses a la boca) o per a ús a l'aire lliure on la pluja i altres precipitacions poden arrossegar el plom a l'aigua subterrània. Malauradament, les soldadures comunes sense plom no són formulacions eutèctiques, que es fonen al voltant 220 °C (428 °F), fent més difícil crear juntes fiables amb ells.
Altres tipus de fil de soldar habituals inclouen formulacions de baixa temperatura (sovint contenen bismut ), que sovint s'utilitzen per unir conjunts soldats prèviament sense desoldar connexions anteriors, i formulacions d'alta temperatura (generalment contenen plata ) que s'utilitzen per a operacions a alta temperatura o per al primer muntatge. d'elements que no s'han de desoldar durant les operacions posteriors. L'aliatge de plata amb altres metalls canvia el punt de fusió, les característiques d'adhesió i humectació i la resistència a la tracció. De tots els aliatges de soldadura, les soldadures de plata tenen la major resistència i les aplicacions més àmplies. Els aliatges especials estan disponibles amb propietats com ara una major resistència, la capacitat de soldar alumini, una millor conductivitat elèctrica i una major resistència a la corrosió.

## Soldadura de tubs de plom
Les canonades o "tubs" tant de plom com de coure, s'uneixen normalment mitjançant soldadura tova, que en aquest cas s'utilitza per unir superfícies metàl·liques planes mitjançant un procés de dos passos mitjançant el qual primer s'aplica soldadura a una superfície, després aquesta primera peça es col·loca en posició contra la segona superfície i totes dues es tornen a escalfar per aconseguir l'articulació desitjada.

## Soldadura de tubs de coure
El coure no és l'unic material que s'uneix d'aquesta manera, els accessoris de llautó s'utilitzen sovint per a vàlvules o com a accessori de connexió entre el coure i altres metalls. Les canonades de llautó es solden d'aquesta manera en la fabricació d'instruments de llautó i alguns instruments musicals de vent fusta (saxo i flauta).
El tub de coure condueix la calor molt més ràpidament que el que pot proporcionar un soldador o una pistola de mà convencional, de manera que s'utilitza més habitualment una torxa de propà per lliurar l'energia necessària; per a tubs de grans dimensions i accessoris, s'utilitza una torxa alimentada amb combustible MAPP, acetilè o propilè amb aire atmosfèric com a oxidant; MAPP/oxigen o acetilè/oxigen s'utilitzen poques vegades perquè la temperatura de la flama és molt més alta que el punt de fusió del coure. Massa calor destrueix el temperament dels tubs de coure temperat i pot cremar el flux d'una junta abans d'afegir la soldadura, donant lloc a una junta defectuosa.
Per a mides de tubs més grans, s'utilitza una torxa equipada amb diverses mides de puntes de remolí intercanviables per oferir la potència de calefacció necessària. En mans d'un comerciant hàbil, la flama més calenta de l'acetilè, el MAPP o el propilè permet completar més juntes per hora sense danyar el tremp del coure. No obstant això, és possible utilitzar una eina elèctrica per soldar juntes en tubs de coure de mida  . Per exemple, l'Antex Pipemaster es recomana per a l'ús en espais reduïts, quan les flames obertes són perilloses o per usuaris de bricolatge. L'eina tipus alicates utilitza mordasses instal·lades escalfades que envolten completament la canonada, permetent que una junta es fongui en tan sols 10 segons.
Atès que la canonada de coure condueix ràpidament la calor lluny d'una unió, s'ha de tenir molta cura per assegurar-se que la junta s'escalfa correctament per obtenir una bona unió. Després de netejar, fluir i ajustar la junta correctament, la flama de la torxa s'aplica a la part més gruixuda de la junta, normalment l'ajust amb la canonada dins, amb la soldadura aplicada a l'espai entre el tub i l'accessori. Quan totes les peces s'escalfen, la soldadura es fon i flueix a l'articulació per acció capil·lar. És possible que s'hagi de moure la torxa per l'articulació per assegurar-se que totes les zones estiguin mullades. Tanmateix, l'instal·lador ha de tenir cura de no sobreescalfar les zones que s'estan soldant. Si el tub comença a decolorar-se vol dir que el tub s'ha sobreescalfat i comença a oxidar-se, aturant el flux de la soldadura i fent que no flueixi correctament dins la junta soldada. Abans de l'oxidació, la soldadura fosa seguirà la calor de la torxa al voltant de la junta. Quan l'articulació s'ha mullat correctament, s'elimina la soldadura i després la calor, i mentre que la junta encara està molt calenta, normalment s'eixuga amb un drap sec. Això elimina l'excés de soldadura i els residus de flux abans que es refredi i s'endureixi. Amb una junta d'anell de soldadura, la junta s'escalfa fins que un anell de soldadura fosa és visible al voltant de la vora de la connexió i es deixa refredar.

### Métode
El raspall de filferro, la llana de filferro i el drap d'esmeril s'utilitzen habitualment per preparar juntes de fontaneria per a la connexió. Els raspalls de truges s'utilitzen normalment per aplicar flux de pasta de fontaneria. Normalment s'utilitza un drap gruixut per eliminar el flux d'una junta de fontaneria abans que es refredi i s'endureixi. També es pot utilitzar un raspall de fibra de vidre.
Dels tres mètodes de connexió de tubs de coure, les connexions de soldadura requereixen més habilitat, però soldar coure és un procés molt fiable, sempre que es compleixin algunes condicions bàsiques:
- Els tubs i els accessoris s'han de netejar fins a un metall nu i brillant.
- Qualsevol pressió que es formi per escalfament del tub ha de tenir una sortida
- La junta ha d'estar seca (cosa que pot ser un repte quan es repara les canonades d'aigua)

## Aliatges de soldadura tova
Hi ha moltes formulacions de soldadura de fontaneria disponibles, amb diferents característiques, com ara una temperatura de fusió més alta o més baixa, depenent dels requisits específics de la feina. Actualment, els codis de construcció gairebé universalment requereixen l'ús de soldadura sense plom per a les canonades d'aigua potable (i també s'ha d'aprovar el flux per a aplicacions d'aigua potable), tot i que la soldadura tradicional d'estany i plom encara està disponible. Els estudis han demostrat que les canonades de plomeria soldades amb plom poden provocar nivells elevats de plom a l'aigua potable.

## Fundent
La finalitat del fundent o flux és facilitar el procés de soldadura. Un dels obstacles per a una junta de soldadura reeixida és una impuresa al lloc de la junta; per exemple, brutícia, oli o oxidació. Les impureses es poden eliminar mitjançant una neteja mecànica o per mitjans químics, però les altes temperatures necessàries per fondre el metall d'aportació (la soldadura) afavoreixen que la peça de treball (i la soldadura) es torni a oxidar. Aquest efecte s'accelera a mesura que augmenten les temperatures de soldadura i pot evitar completament que la soldadura s'uneixi a la peça de treball. Una de les primeres formes de flux va ser el carbó vegetal, que actua com a agent reductor i ajuda a prevenir l'oxidació durant el procés de soldadura. Alguns fluxos van més enllà de la simple prevenció de l'oxidació i també proporcionen alguna forma de neteja química (corrosió). Molts fundents també actuen com a agent humectant en el procés de soldadura, reduint la tensió superficial de la soldadura fosa i fent que flueixi i mulli les peces amb més facilitat.
Durant molts anys, el tipus de flux més comú utilitzat en electrònica (soldadura suau) va ser basat en colofònia, utilitzant la colofònia de pins seleccionats. Era gairebé ideal perquè no era corrosiu i no conductor a temperatures normals, però es va tornar lleugerament reactiu (corrosiu) a temperatures de soldadura elevades. Les aplicacions de fontaneria i automoció, entre d'altres, solen utilitzar un flux àcid (àcid clorhídric) que proporciona una neteja força agressiva de la junta. Aquests fluxos no es poden utilitzar en electrònica perquè els seus residus són conductors que condueixen a connexions elèctriques no desitjades i perquè eventualment es dissolen cables de petit diàmetre. L'àcid cítric és un excel·lent fundent de tipus àcid soluble en aigua per al coure i l'electrònica però s'ha de rentar després.
Actualment, els fluxos per a soldadura suau estan disponibles en tres formulacions bàsiques:
- Fundents solubles en aigua: fluxos d'activitat més alta que es poden eliminar amb aigua després de la soldadura (sense COVs necessaris per a l'eliminació).
- Fundent sense neteja: prou suaus com per no "exigir" l'eliminació a causa dels seus residus no conductors i no corrosius.[19] Aquests fluxos s'anomenen "no nets" perquè el residu que queda després de l'operació de soldadura no és conductor i no provocarà curtcircuits elèctrics; no obstant això, deixen un residu blanc clarament visible que s'assembla als excrements d'ocells diluïts. Els residus de flux no nets són acceptables a les 3 classes de PCB tal com es defineix per IPC-610, sempre que no inhibeixin la inspecció visual, l'accés als punts de prova o tinguin un residu humit, enganxós o excessiu que es pugui estendre a altres àrees. Les superfícies d'acoblament del connector també han d'estar lliures de residus de flux. Les empremtes dactilars en residus no nets són un defecte de classe 3[20]
- Fundents tradicionals de colofònia: disponibles en formulacions no activades (R), lleugerament activades (RMA) i activades (RA). Els fluxos RA i RMA contenen colofònia combinada amb un agent activador, normalment un àcid, que augmenta la humectabilitat dels metalls als quals s'aplica eliminant els òxids existents. El residu resultant de l'ús del flux RA és corrosiu i s'ha de netejar. El flux RMA està formulat per donar lloc a un residu menys corrosiu, de manera que la neteja esdevé opcional, encara que normalment es prefereix. El flux R encara és menys actiu i encara menys corrosiu.

El rendiment del fundent s'ha d'avaluar acuradament per obtenir els millors resultats; un flux "sense neteja" molt suau podria ser perfectament acceptable per als equips de producció, però no donar un rendiment adequat per a operacions de soldadura manual més variables.

## Processos/tipus de soldadura tova
Es destaquen els següents processos per la seva importància:
- Soldadura tova amb torxa de propà
- Soldadura tova en forn
- Soldadura tova per inducció
- Soldadura tova per resistència
- Soldadura tova per immersió
- Soldadura tova per infrarojos
- Soldadura tova amb soldador de coure
- Soldadura tova per ultrasò
- Soldadura tova amb pasta
- Soldadura tova amb ones

### Soldadura tova amb torxa de propà

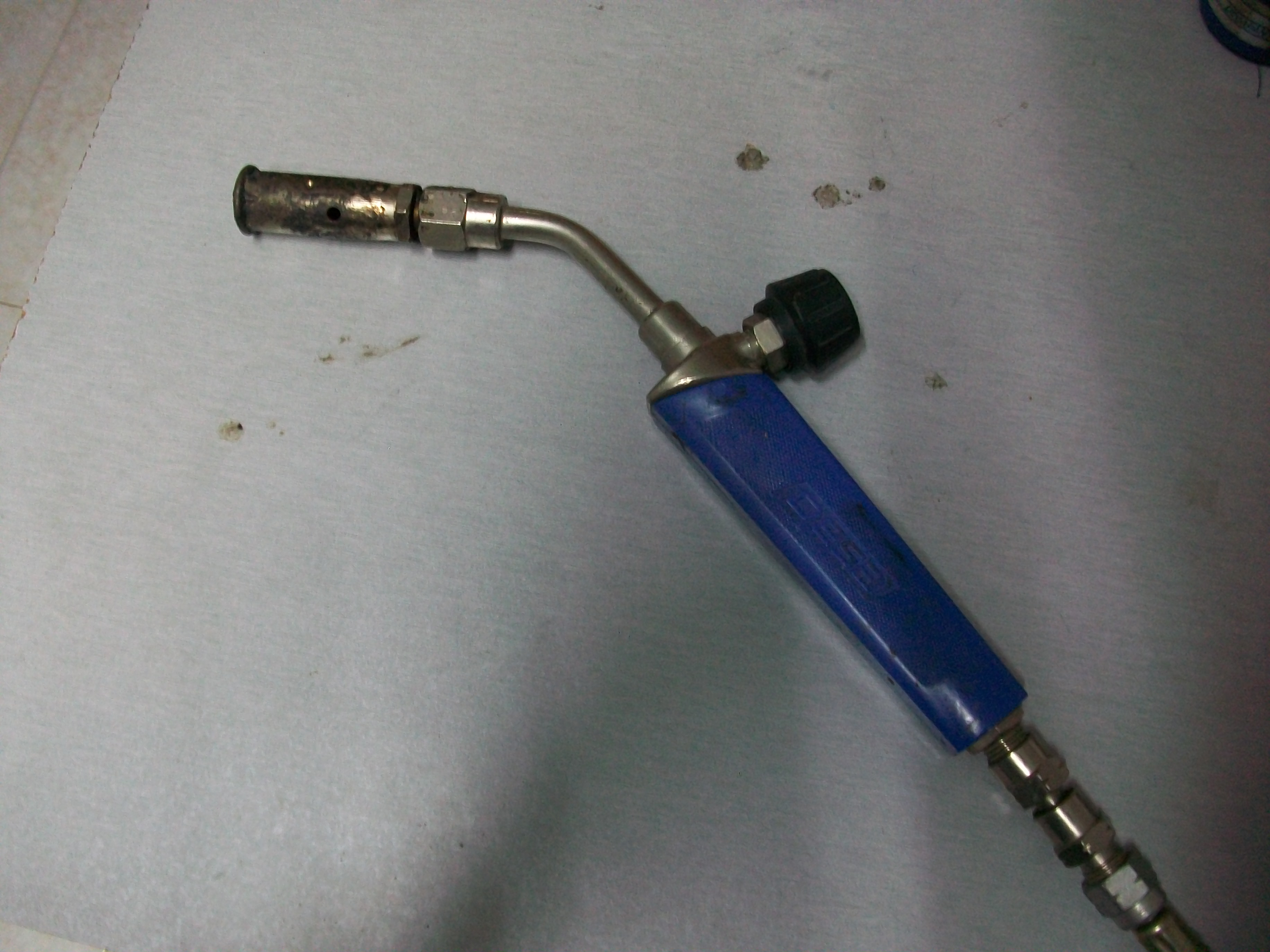
Torxa de propà.

L'escalfament del metall d'aportació s'aconsegueix mitjançant la flama d'una torxa de propà. La soldadura pot dur-se a terme amb un o més torxes de propà i pot ser manual o no. És necessari aplicar un fundent per realitzar el decapat. En general, el metall d'aportació es va introduint manualment entre les parts a unir.
Es pot utilitzar com a combustible: acetilè, propà, gas natural o gas ciutat, i com comburent (aire o oxigen). La flama produïda amb oxigen serà de major temperatura que si s'emprés aire, el gas cremat en l'aire produeix una flama de baixa temperatura, no obstant això l'acetilè en oxigen produeix la temperatura més alta.
Es pot ajustar la flama per aconseguir una soldadura satisfactòria, moltes vegades es prefereix una flama reductora. Una excepció és el cas del coure no desoxidat ja que per a la seva soldadura és necessària una crida oxidant o neutra. L'ajust de la flama oxiacetilènica és fàcil ja que es pot tenir diferents flames per simple observació. La flama produïda amb altres combustibles és més difícil de distingir.
La fusió del fundent serà una indicació que s'està aconseguint la temperatura de soldadura. Al moment en què el fundent estigui completament fos, s'aplicarà el metall d'aportació. Quan el metall d'aportació flueixi per la unió, cessarà l'escalfament.

## Procés d'execució de la soldadura tova
1. Preparació i neteja de les peces a unir
Les zones de les peces a unir han de permetre un contacte el més perfecte possible entre elles, per a això serà necessari preparar-les. També serà necessari netejar-les, eliminant la pellofa, òxid o les possibles brutícies. Per a la neteja de la peça utilitzarem el fundent. Els més utilitzats són: clorur de zinc, la sal d'amoníac i les resines. Un indici de la bona neteja i absència d'òxids de les peces a unir és que el material d'aportació flueix amb normalitat, si estan brutes es formaran gotes.
2. Preparació del soldador
L'escalfament de les parts a unir i la fusió del material d'aportació es realitzaran mitjançant el soldador, per a això s'endollarà el soldador a la xarxa elèctrica per produir el seu escalfament. Haurem de tenir en compte que les puntes del soldador es trobin netes sense cap tipus de restes de material d'altres operacions.
3. Execució de la soldadura
Estant les peces juntes s'aplica una capa de material fundent, s'escalfen mitjançant el soldador elèctric i s'apropa el material d'aportació, que en fondre's cau sobre la zona d'unió. En passar un temps, al solidificar-se el metall (una vegada retirat el soldador de la zona d'unió), les peces quedaran unides.

### Soldadura d'una junta
Per soldar una junta entre 2 peces metàl·liques o no metàl·liques pot seguir-se el següent procés:
1. Col·locar les 2 peces sobre una superfície adequada.
2. Netejar la zona de soldadura per eliminar els possibles òxids, grasses o pintures.
3. Subjectar convenientment les peces de la zona d'unió.
4. Aplicar una capa de fundent adequat sobre la zona d'unió.
5. Escalfar el soldador fins que les peces a soldar aconsegueixin la temperatura adequada.
6. Aplicar diversos punts de soldadura sobre la costura perquè no se separi per efecte de la dilatació.
7. Una vegada puntejada la unió per soldar, cal començar la costura per un extrem de la mateixa, desplaçant el soldador en una sola adreça i afegint el material d'aportació sempre que calgui.
8. Una vegada soldada la unió, es procedirà a la neteja de la mateixa per eliminar restes de fundent que s'hagin pogut quedar de les operacions anteriors.

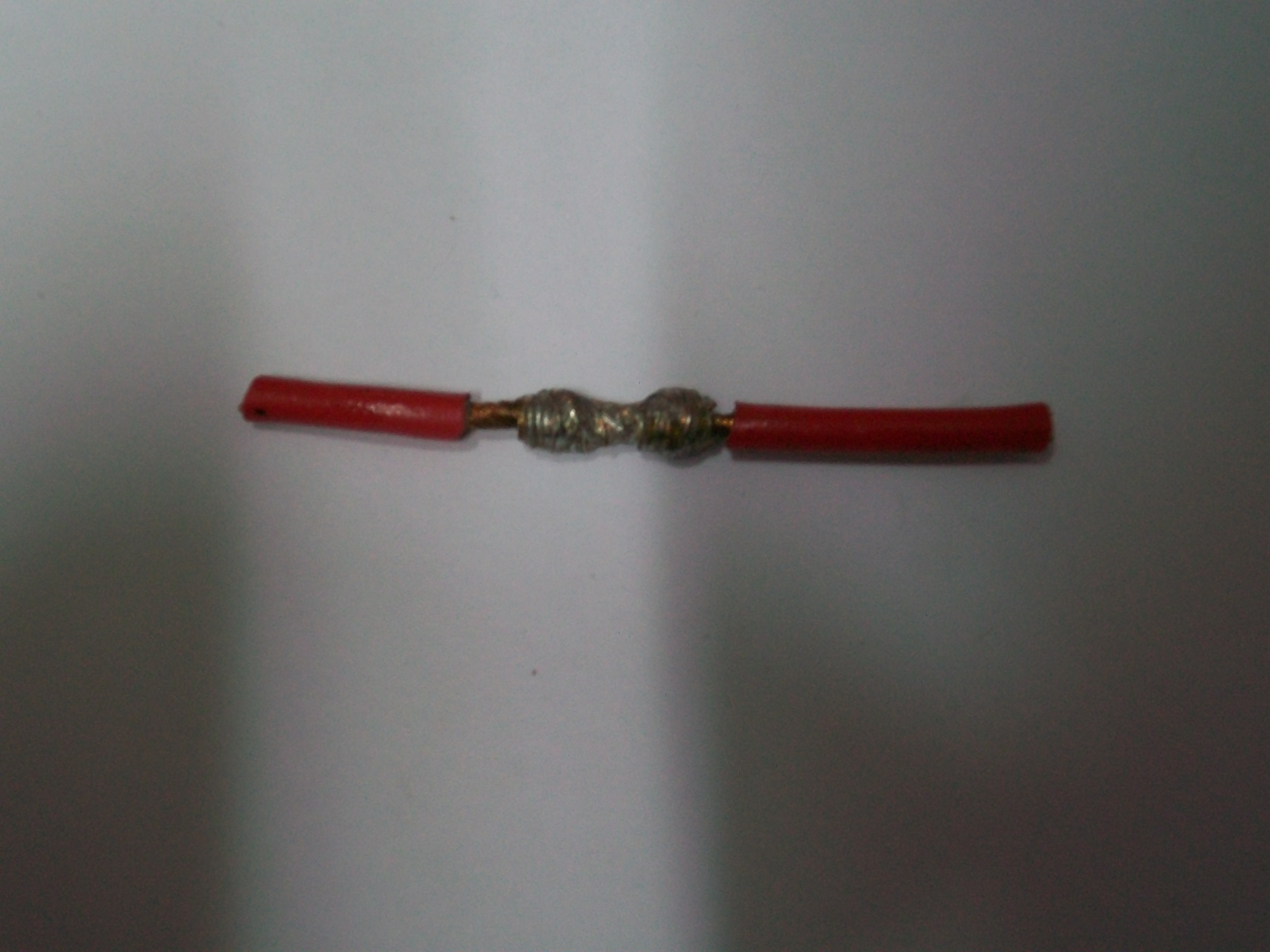
Soldadura de cables elèctrics.

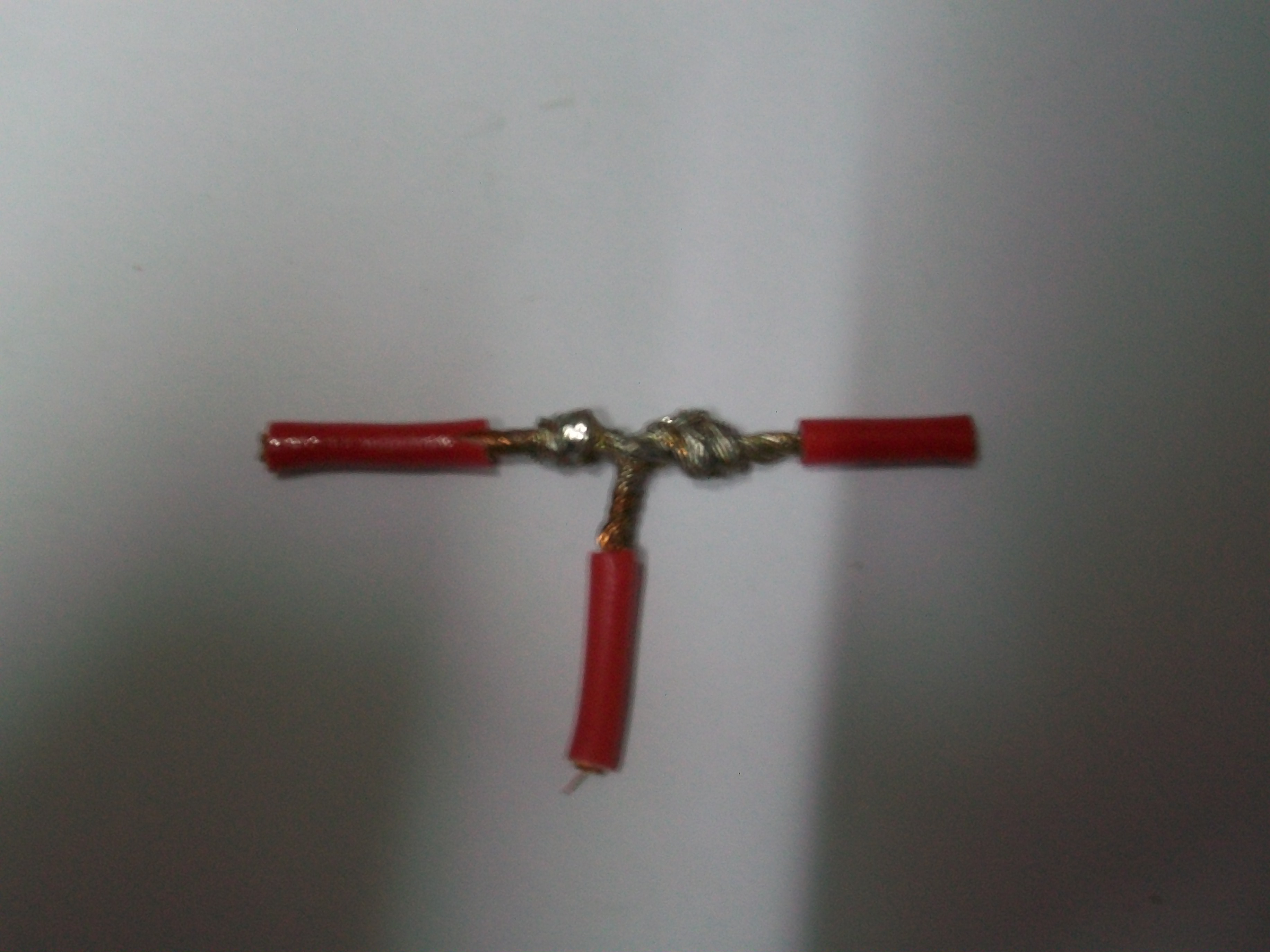
Unió de tres cables elèctrics.

### Soldadura de cables elèctrics
Per aconseguir una unió perfecta entre 2 cables, podem seguir els següents passos:
1. Pelar els extrems dels cables en una longitud adequada a la seva secció.
2. Quan els cables no són de fil rígid, és necessari trenar els fils de coure per evitar que es dispersin en aplicar l'estany.
3. Aplicar una capa de fundent sobre els extrems pelats dels cables.
4. Escalfar el soldador fins que les peces a soldar aconsegueixin la temperatura adequada.
5. Dipositar una petita quantitat d'estany sobre cadascun dels extrems pelats dels cables (en tota la seva superfície).
6. Ajuntar i immobilitzar tots dos extrems i aplicar la punta del soldador sobre els mateixos fins que el material d'aportació torni a fluir formant una dissolució homogènia, moment en el qual s'ha de separar el soldador per aconseguir el refredament i solidificació de la unió (evitant els possibles moviments dels cables).
7. Aïllar la unió obtinguda amb algun tipus d'aïllant.

## Defectes típics de la soldadura

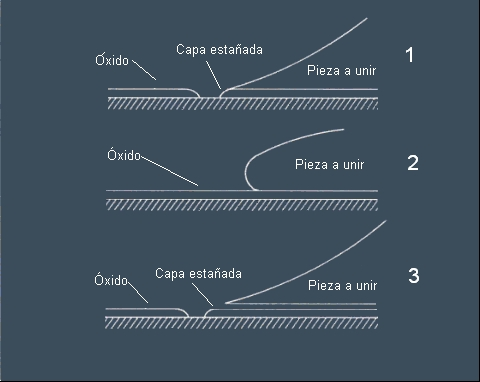
Estats de la soldadura tova 1. Bones propietats mecàniques. 2. Males propietats mecàniques. 3. Soldadura sense adherència.

Els defectes i les possibles causes més típiques de la soldadura tova són els següents:
- Manca de material d'aportació, pot no haver-se aconseguit una distribució adequada per capil·laritat.

- Metall d'aportació no adequat o defectuós.
- Temperatura de soldadura baixa per utilitzar una mala tècnica.
- Temps de soldadura molt curt.
- Neteja de les peces a unir inadequada.
- Poca quantitat de fundent o fundent inadequat.
- Oxidació del metall base.
- Separació excessiva entre peces.

- Excessiva quantitat de metall d'aportació on no es vol.

- Temperatura massa elevada degut a la mala tècnica o a una fallada al forn.
- Temps de soldadura excessiu.
- Massa metall d'aportació o tipus inadequat.

- Fonent atrapat.

- Fonent no adequat per al material d'aportació.
- Excessiva quantitat de fundent.

- Corrosió del metall base pel metall d'aportació que redueix el gruix del material base.

- Temperatura o temps de soldadura excessius degut a una mala tècnica oa una fallada en el control.
- Excessiva quantitat de metall d'aportació.
- Utilització del metall d'aportació molt a prop del límit superior de l'interval de temperatures.
- Metall d'aportació no adequat.

- Whiskering:[23] En soldadura electrònica, es diu del creixement espontani de fils entre soldadures properes amb el consegüent risc de curtcircuits. Es va observar per primera vegada a l'electrònica de vàlvules on s'utilitzaven soldadures d'estany pur. L'addició de plom per crear un aliatge d'Estany-Plom va mitigar aquest problema durant dècades. Les recents legislacions mediambientals relatives a la Soldadura sense plom haurien tornat a plantejar el problema i motivat excepcions a la llei en equipament d'ús mèdic i militar.